# Petrosaviaceae
Petrosaviaceae Hutch. è una famiglia di angiosperme monocotiledoni, l'unica nell'ordine Petrosaviales Takht.

## Descrizione
Le Petrosaviaceae possiedono racemi bratteati, fiori pedicellati, sei tepali persistenti, nettarii settali, tre carpelli quasi interamente distinti, microsporogenesi simultanea, polline monosolcato e frutti follicolari.

## Distribuzione e habitat
In entrambi i generi, le piante crescono a quote molto elevate.

## Tassonomia
In questa famiglia sono riconosciuti due generi:
- Japonolirion Nakai
- Petrosavia Becc.

Queste piante erano solitamente assegnate alla famiglia Liliaceae e sono state classificate in un'unica famiglia a sé a partire dal sistema APG II del 2003, che inseriva Petrosaviaceae nel clade monocotiledoni senza assegnarla ad alcun ordine. Nell'identificare in questa maniera la famiglia, il sistema APG II si è allontanato dalla classificazione del sistema APG del 1998, che assegnava ciascuno di questi generi a una propria famiglia.
A partire dal sistema APG III Petrosaviaceae è assegnata all'ordine unifamiliare Petrosaviales.
Si ritiene che il genere Japonolirion includa un'unica specie, mentre il genere Petrosavia tre specie.